# Цивинский, Сергей
Сергей Цивинский (латыш. Sergejs Civinskis, в советских документах Сергей Антонович Цивинский; 22 июня 1895, Двинск — 30 июля 1941, Лубянка) — латвийский военный лётчик, карикатурист и плакатист. Публиковался под псевдонимами Aviators, Zero, Civis.

## Биография
Сергей Цивинский родился 22 июня 1895 года в Двинске, в семье офицера польского происхождения. В 1914 году окончил Псковский кадетский корпус и Александровское военное училище. В 1915 году начал публиковать свои первые карикатуры в московской прессе. В 1916 году окончил Офицерскую воздухоплавательную школу в Гатчине и в 1917 Одесскую школу высшего пилотажа. Совершил множество боевых вылетов. Бежал из Советской России на аэроплане в Латвию, жил в Риге. Активно занимался спортом, был борцом, автогонщиком.

Плакат авиационного праздника. 1923 год. Автор Сергей Цивинский

Сотрудничал с газетами «Сегодня», «Latvijas Sargs», «Pēdējais Brīdis», а также с многими юмористическо-сатирическими изданиями: «Rūgtās Drapes», «Pūcesspieģelis», «Sikspārnis», «Svari», и многими другими. Опубликовал порядка 7500 работ. Публиковался под псевдонимами Aviators, Zero, Civis.
В 1923, 1927 и в 1931 году прошли персональные выставки в Риге. В 1929 году выходит альбом «Высокая сотня» с критической оценкой каждого из сотни депутатов Сейма Латвии. Предисловие альбома гласило «Рисование лиц и фигур политиков Цивиса увлекает больше, чем полёты и соревнования, которым он столь предан». В 1931 году выходит книга карикатур на Советский Союз, в 1933 году — сборник карикатур «Герои нашего времени» с сатирой на германско-советские отношения.
После государственного переворота Улманиса в 1934 году Сергей Цивинский переезжает в Соединённые Штаты Америки. Работает во многих изданиях, знакомится с процессом создания мультипликационных фильмов, занимается оформлением интерьеров ресторанов, по эскизам Льва Бакста создаёт декорации к постановкам балетной труппы Михаила Фокина. В августе 1935 года Цивис возвращается в Латвию; в конце 30-х годов работал в журнале «Для Вас», рисовал шаржи и писал спортивные репортажи.
После присоединения Латвии к СССР в октябре 1940 года Сергея Цивинского заключают под стражу, обвиняют в шпионаже. 30 июля 1941 года расстрелян в тюрьме на Лубянке в Москве, захоронен на полигоне Коммунарка.